# K-206 Murmansk
El K-206 Murmansk fue un submarino de misiles de crucero de la clase Oscar de propulsión nuclear que operó para la Armada soviética, y más tarde de la Armada rusa. Fue el segundo de los dos buques Oscar I (la clasificación soviética era Proyecto 949 Granito) construidos, siendo el otro el K-525 Arcángel. Posteriormente se construyeron otros 11 submarinos de una clase mejorada, Proyecto 949A (Antey) (llamado Oscar II por la OTAN).
Su nombre viene de la ciudad rusa de Múrmansk. Fue dado de alta para el servicio el 10 de diciembre de 1982. Se puso en reserva en 1994 y se dio de baja en 1996. El desguace de los barcos en Sevmash comenzó en enero de 2004, financiado por el gobierno británico en el marco del programa Cooperativo de Reducción de Amenazas. Se habían reducido a una unidad de tres compartimentos (de los diez compartimentos estancos originales) en 2006.